# Calocaris macandreae
Calocaris macandreae is een tienpotigensoort uit de familie van de Axiidae. De wetenschappelijke naam van de soort is voor het eerst geldig gepubliceerd in 1853 door Bell.